# Gag (strip)
Een gag of stop-comic is een korte strip van enkele plaatjes of hooguit een of enkele pagina’s. In een gag wordt een grap visueel uitgewerkt. Ook cartoonreeksen worden tot de gagstrip gerekend.
Het verschil tussen een gagstrip en een stop-comic is dat in een gagstrip tekst is verwerkt. Een stop-comic bestaat gewoonlijk uit drie plaatjes en is louter visueel.

## Bekende gagstrips
Getoond worden de oorspronkelijke en de Nederlandse naam. Sommige strips verschenen in het Nederlandse taalgebied onder meerdere namen.
- The Addams Family
- Agent 212
- Andy Capp - Linke Loetje
- B.C. - Oerm
- Beetle Bailey - Flippie Flink
- Billie Bunter - Billie Turf
- Bliep en Barthold
- Bollie en Billie
- Calvin and Hobbes - Casper en Hobbes
- Claire
- Cowboy Henk
- Dennis the Menace
- Dilbert
- DirkJan
- Dokus de leerling
- Dommel
- Doris Dobbel
- Elsje
- F.C. Knudde
- Ferd'nand
- Fred Basset
- Garfield
- Guust
- De familie Snoek
- Fokke & Sukke
- Flippie Flink
- Pierre Tombal - G. Raf Zerk
- De Generaal
- De Geverniste Vernepelingskes
- De goeroe
- De grappen van Lambik
- Quick et Flupke gamins de Bruxelles - De guitenstreken van Kwik en Flupke
- Heinz
- Jan, Jans en de kinderen
- Kabouter Wesley
- The Katzenjammer Kids
- Le Petit Spirou - De Kleine Robbe
- Klein Suske en Wiske
- Krazy Kat
- Leonardo
- Little Nemo in Slumberland
- De Lustige Kapoentjes
- Marmaduke
- Mieleke Melleke Mol
- Oktaaf Keunink
- Oktoknopie
- Olivier Blunder
- Peanuts - Snoopy en zijn vrienden
- Piet Fluwijn
- Plankgas en Plastronneke
- Poesie
- Pollopof
- 't Prinske
- Pukkels
- De rechter
- Robin Hoed
- Blagues Coquines - Rooie Oortjes
- Schanulleke
- Sigmund
- S1NGLE
- Sjors en Sjimmie
- Les schtroumpfs - Smurfenstreken
- Spy vs. Spy
- Tiger - Nozel - Koentje - Tijger
- Modeste et Pompon - Ton en Tineke
- Tootootje
- Vrouwen in 't Wit
- The Wizard of Id - De tovenaar van Fop
- Zwartkijken